# The Unknown Known
Pour les articles homonymes, voir The Unknown.
Pour plus de détails, voir Fiche technique et Distribution.
The Unknown Known est un film documentaire américain réalisé par Errol Morris, sorti en 2013. Le film est en sélection officielle à la Mostra de Venise 2013.

## Synopsis
C'est un documentaire sur la vie de Donald Rumsfeld, Secrétaire de la Défense des États-Unis de Gerald Ford (20 novembre 1975 – 20 janvier 1977), puis de George W. Bush (20 janvier 2001 – 18 décembre 2006),.

## Titre
Le titre fait référence à une célèbre déclaration de Rumsfeld lors d'une conférence de presse le 12 février 2002, sur la présence hypothétique d'armes de destruction massive en Irak, et plus précisément aux réactions que celle-ci a suscitées. En effet, sa déclaration faisait mention de « the known knowns » (soit le connu connu, ce que l'on sait que l'on sait), « the known unknowns » (soit l'inconnu connu, ce que l'on sait qu'on ne sait pas), et « the unknown unknowns » (soit l'inconnu inconnu, ce que l'on ne sait pas qu'on ne sait pas), mais ce sont des commentateurs tels que Slavoj Žižek qui ont ajouté la catégorie « the unknown known », le connu inconnu, définie comme étant « ce que l'on refuse d'admettre que l'on sait » ou encore « ce que l'on préfère ne pas savoir » — en référence notamment au scandale d'Abou Ghraib.

## Fiche technique
- Titre original : The Unknown Known
- Réalisation : Errol Morris
- Musique : Danny Elfman
- Pays d'origine : États-Unis
- Format : Couleurs - 35 mm
- Genre : Documentaire
- Durée : 96 minutes
- Date de sortie :
  -  États-Unis : 29 août 2013 (Festival du film de Telluride)

## Distinctions

### Nominations et sélections
- AFI Fest 2013
- Festival du film de Telluride 2013
- Mostra de Venise 2013
- Festival international du film de Palm Springs 2014 : sélection « Modern Masters »